# Грапса, Георгия
Георгия Грапса (греч. Γεωργία Γράψα; род. 25 августа 1984) — греческая шахматистка, мастер ФИДЕ среди женщин (2013). Победительница чемпионата Греции среди женщин (2024).

## Биография
Грапса — многократная участница чемпионатов Греции среди женщин: лучшие результаты были в 2014 году, когда она заняла 3-е место, и в 2024 году, когда она выиграла его.
Будучи членом различных шахматных клубов города Салоники, она регулярно принимала участие в командных чемпионатах Греции, где завоевала две серебряные (2001, 2003) и 2 бронзовые (1999, 2000) медали в командном зачёте.
Участвовала в чемпионатах Европы среди женщин в 2008 году в Пловдиве и в 2017 в Риге.